# 古代剧场 (阿尔勒)

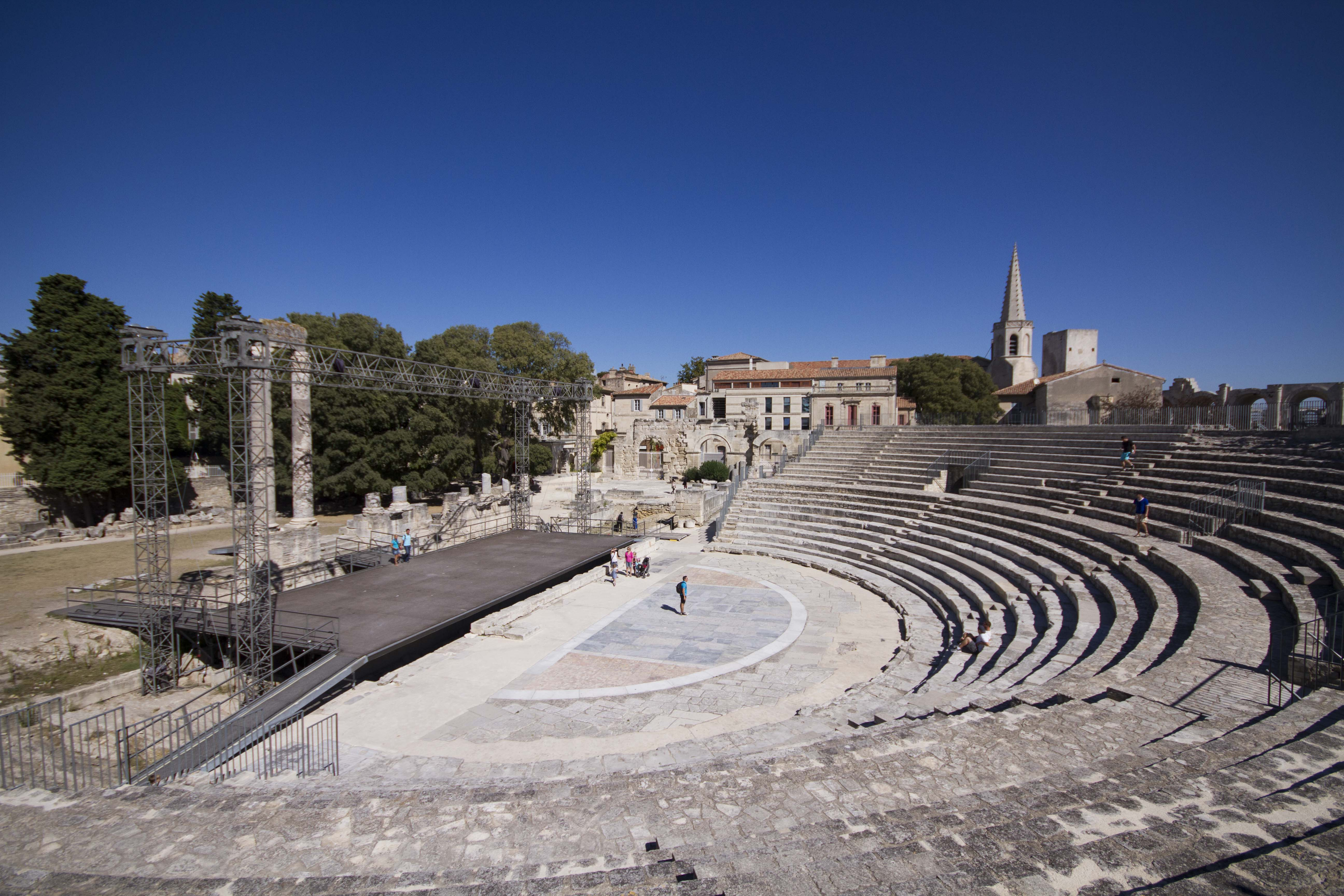
古代劇場

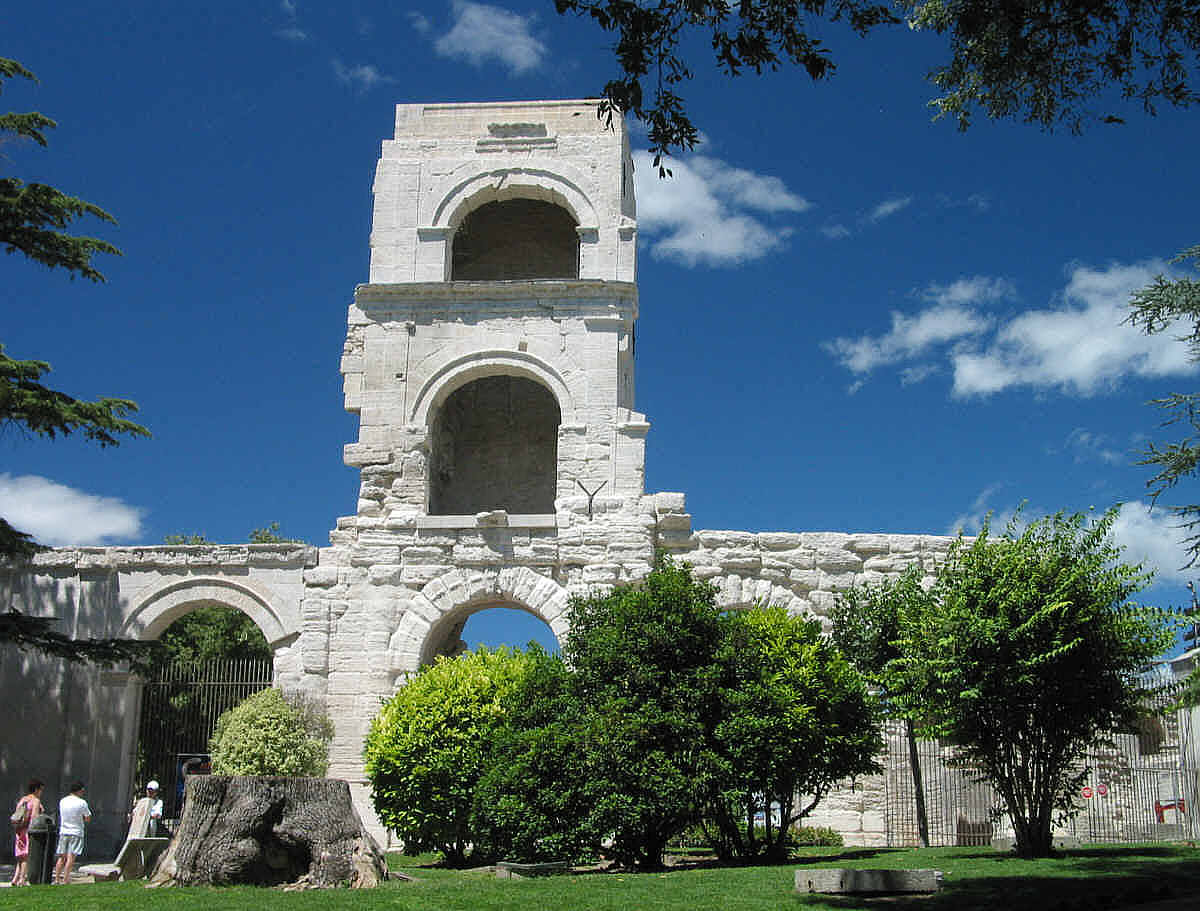
古代剧场大門

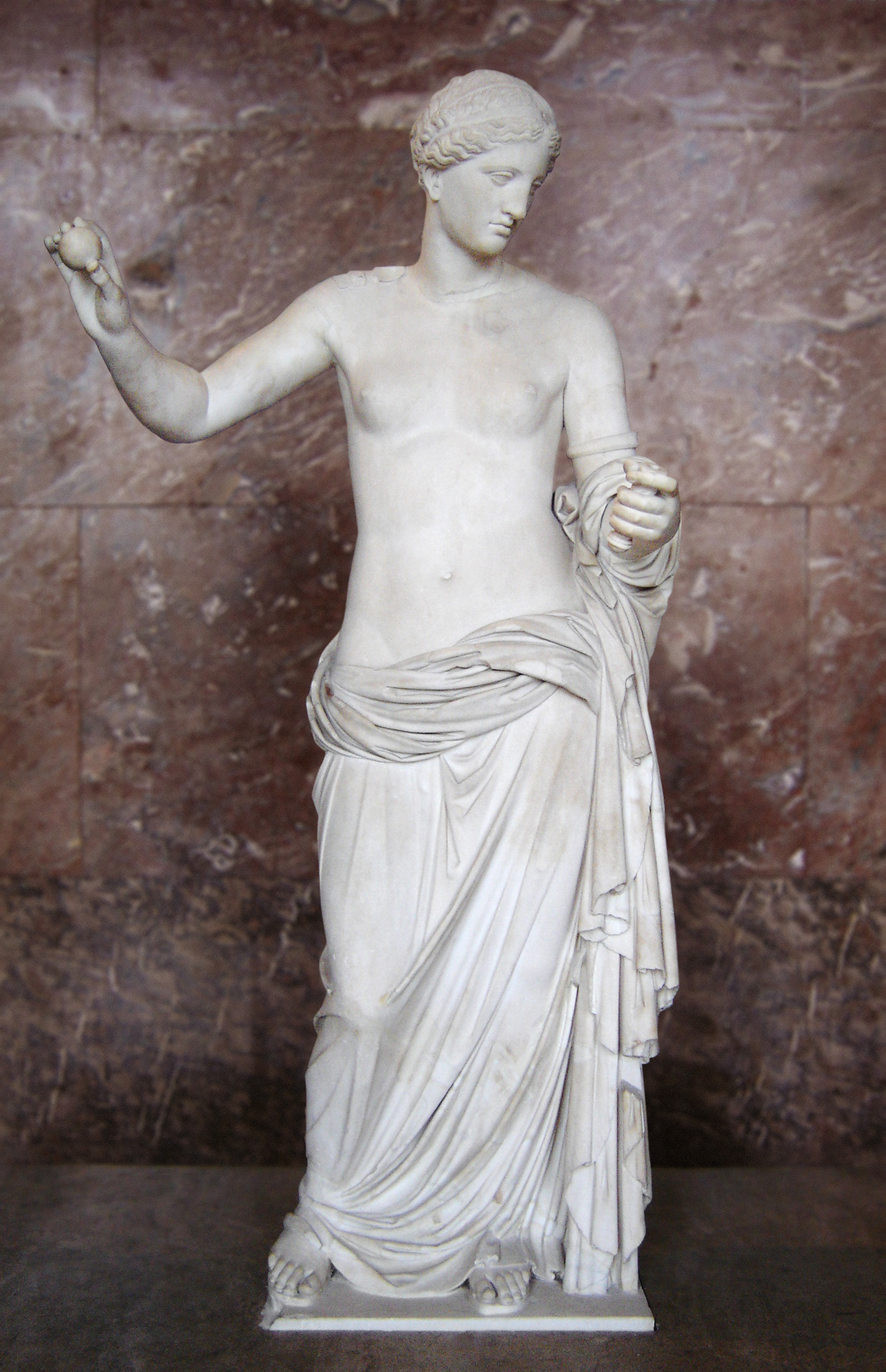
阿尔勒的维纳斯

古代剧场（Théâtre antique）是法国南部城市阿尔勒的一座古罗马劇場，兴建于公元前1世纪末，罗马皇帝奥古斯都统治时期，罗马高盧殖民地建立之后不久。它始建于公元前40年到30年之间，完成于公元前12年左右，是罗马世界较早建造的石砌剧场之一。该剧院是罗马道路网decumanus的一部分。
1840年，古代剧场被列为法国文化古迹。
古代（antique）一詞，一般而言，用來形容具有古希臘或古羅馬時期的特徵或受其影響的風格。特別指古典藝術方面，古代雕塑人物的再現和古藝術裝飾風格的運用，用來作為其他歷史時期完美的典範。